# Pazo de Abeledo
El Pazo de Abeledo es una construcción agrícola situada en la localidad de Abeledo, en la parroquia de Fojado (concejo de Curtis). El edificio, del siglo XIX, fue restaurado como hotel de turismo rural.
Con dos plantas de altura, en el interior destacan los espacios amplios y el terreno que está protegido por muros de piedra. El edificio tiene pozo, hórreo, jardín y dependencias para la labranza. Cuenta también con una capilla recién restaurada.